# دالم (برلین)

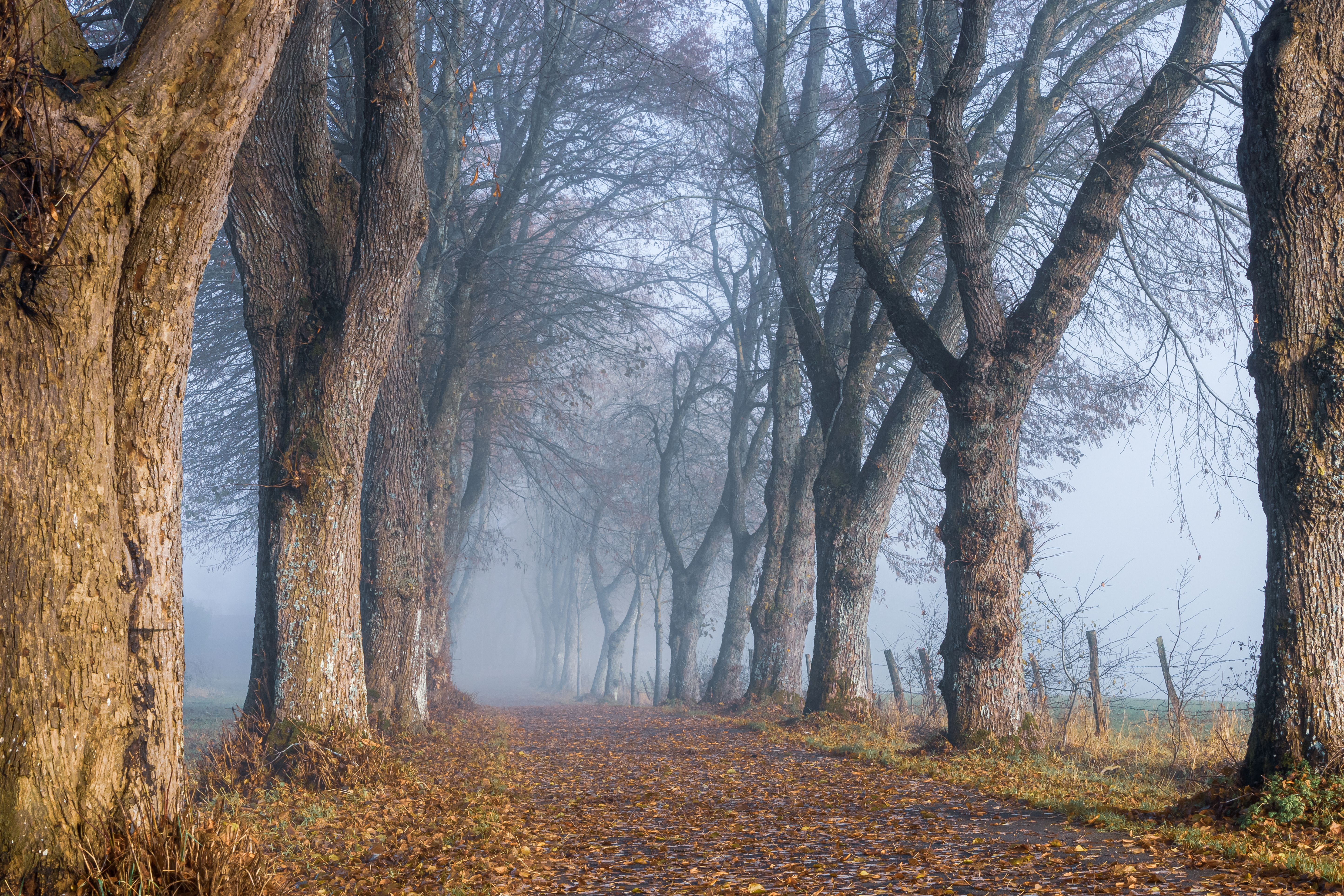
نگاره‌ای از طبیعت پاییزی دالم در نزدیکی برلین.

دالم (به آلمانی: Berlin-Dahlem) یک منطقهٔ مسکونی در آلمان است که در Steglitz-Zehlendorf واقع شده‌است. دالم ۱۵٬۷۹۶ نفر جمعیت دارد.
دالم یکی از مرفه‌ترین مناطق شهر و مرکزی برای تحقیقات دانشگاهی است. این خانه با نام کتابخانه فلسفی ("مغز") توسط نورمن فوستر به عنوان یک بنای برجسته، دانشگاه Freie Universit Berlint Berlin است. چندین مؤسسه تحقیقاتی دیگر. Jesus-Christus-Kirche، جایی که بیشتر ضبط‌های افسانه ای فیلارمونیک برلین از دهه ۱۹۵۰ تا ۱۹۸۰ به دلیل آکوستیک خوب آن ساخته شده‌است. باغ گیاه‌شناسی برلین، اگرچه به‌طور رسمی در زمین همسایه لیخترفلده واقع شده‌است. بخشهایی از جنگل Grunewald، از جمله لژ شکار رنسانس آن که در سال ۱۵۴۳ ساخته شده‌است؛ و بسیاری از موزه‌ها - همه در آنجا هستند.

## تاریخچه
اولین گزارش مکتوب از دالم مربوط به سال ۱۲۷۵ است. تاریخچه این روستا به Dahlem Demesne (دومنه داهلم) برای اولین بار در سال ۱۴۵۰ ذکر شد. برای ساخت ویلا و عمارت. ساختمانهای Demesne امروز یک مزرعه کار و یک موزه کشاورزی در فضای باز را در خود جای داده‌است. در سال ۱۹۲۰ این روستا به برلین بزرگ پیوست. از سال ۱۹۳۱ مارتین نیمولر، رهبر کلیسای اعتراف، کشیش پروتستان متحد سانکت-آنن-کرچه بود تا اینکه در سال ۱۹۳۷ توسط نازی‌ها دستگیر شد.
در طول جنگ سرد، دالم به بخش آمریکایی برلین غربی تعلق داشت. از سال ۱۹۴۵ تا ۱۹۹۱ مقر کومانداتورا متفقین در برلین در دالم در Kaiserswerther Stra Ste بود. امروز به عنوان دفتر رئیس دانشگاه محلی خدمت می‌کند. تا سال ۱۹۹۴، مقر فرماندهی ارتش ایالات متحده در برلین و تیپ برلین در خیابان کلیالی مستقر بودند. بخشهایی از ساختمان هنوز توسط سفارت ایالات متحده در برلین استفاده می‌شود. کتابخانه سابق و تئاتر Outpost آن سوی خیابان امروز موزه متفقین را در خود جای داده‌است. از آنجا که بسیاری از مؤسسات هنری، فرهنگی و آموزشی برلین در مرکز تاریخی شهر در قسمت شرقی سابق برلین واقع شده بودند، مقامات برلین غربی نسخه‌های بسیاری را در دالم ایجاد کردند - بالاتر از همه دانشگاه Freie Universit Berlin Berlin (به معنای واقعی کلمه «دانشگاه آزاد برلین») در سال ۱۹۴۸، که توسط دانشجویان و دانشمندان تأسیس شد به عنوان یک ضد قطب کمونیستی "Universit "t Unter den Linden" است. دانشگاه تازه تأسیس باید ارزشهای سنتی آزادی آکادمیک و آرمان آموزشی پیشنهادی ویلهلم فون هومبولد را حفظ کند.

## حمل و نقل
دالم توسط خط U3 در سیستم U-Bahn برلین سرویس دهی می‌شود. همان‌طور که در همسایه ویلمرزدورف، ایستگاه‌های مترو تاریخی از ویژگی‌های خاص این منطقه هستند. ایستگاه‌های دالم شامل Breitenbachplatz , Podbielskiallee , Dahlem-Dorf , Thielplatz و Oskar-Helene-Heim است.